# 冈特·达尔昆

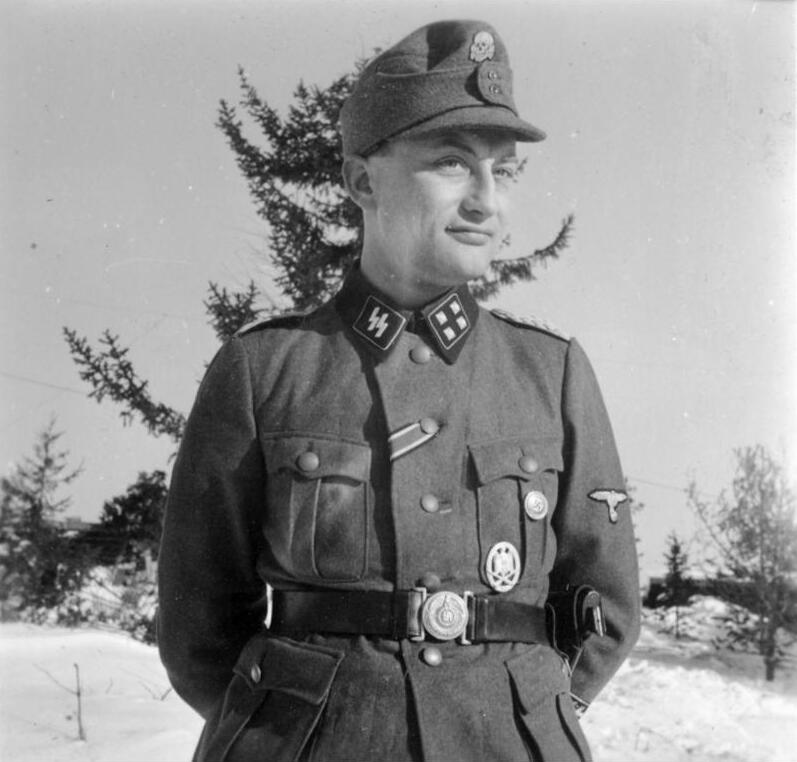
冈特·达尔昆

冈特·达尔昆（Gunter d'Alquen，1910年10月24日—1998年5月15日）曾是党卫队官方刊物《黑色军团》（周刊）的总编辑，亦曾担任党卫队政治宣传部队“库尔特·埃格斯”旗队的旗队长。战后，达尔昆不承认自己曾知晓纳粹的灭绝营。后来他被判处10年监禁。